# Хобі
Захоплення, або хобі, гобі (англ. hobby — захоплення)  — узагальнена назва улюблених занять або розваг, що не є робочою спеціальністю і до яких вдаються у вільний час.

## Тлумачення
Щодо походження терміна існують дві основні теорії.
1. У середньовічній Європі серед дворянства вельми популярною розвагою було так зване «соколине полювання». Одним з найпопулярніших мисливських птахів, що в ньому використовувались, був підсоколик великий (Falco subbuteo), який англійською мовою називається hobby.
2. Згідно з іншою версією, назва походить від спеціальної породи невеликих за розміром коней, що їх використовували для прогулянок; назва цієї породи в англійській мові — також hobby.